# 채무자의 감옥
채무자의 감옥 ( Debtors' prison ) 은 빚을 갚을 수 없는 자들을 위한 감옥이다.  19세기 중반까지 서구 유럽에서는 만일 누가 빚을 갚지 못하면 감옥으로 보냈다.  이 빚을 갚기 위해서는 적절한 노동을 하거나 외부 기금을 통하여야 가능하였다. 

## 같이 보기
- 파산
- 조지아 식민지
- 탈세
- 구빈원